# 黒瀬農園香山ラベンダーの丘
黒瀬農園香山ラベンダーの丘（くろせのうえんこうざんラベンダーのおか）は、広島県世羅郡世羅町にある観光農園である。

## 概要
ラベンダーをテーマにした観光農園。
春はポピー，夏はラベンダー，秋はコスモスと四季を通じて楽しめる。
ハーブの摘みとり体験もできる。
ハーブ苗・ハーブティー等の販売もしている。

## 施設
- ラベンダーカフェ
- ハーブ苗売店
- 花時計
- ハンモック広場
- 風車
- 無料駐車場300台

## 規模
3.4ヘクタール

## 周辺
緑の山々で囲まれている。

### 交通
- 山陽自動車道尾道・三原久井の各ICから約40分、
- 中国自動車道三次ICから約30分

## 主な品種
- グロッソ（ラベンダー）
- ヒッドコート（ラベンダー）
- フリンジ（ラベンダー）
- ペタンクラータ（ラベンダー）
- レースラベンダー（ラベンダー）
- アップルミント（ミント）
- イングリッシュミント（ミント）
- オーデコロンミント（ミント）
- オレンジミント（ミント）
- カーリーミント（ミント）
- キャンディーミント（ミント）
- ケンタッキーカーネルミント（ミント）
- ジンジャーミント（ミント）
- スペアミント（ミント）
- パイナップルミント（ミント）
- ブラックペパーミント（ミント）
- ペニーロイヤルミント（ミント）
- ペパーミント（ミント）
- ラベンダーミント（ミント）

他多数